# Roemenië op de Olympische Zomerspelen 1956
Roemenië nam deel aan de Olympische Zomerspelen 1956 in Melbourne, Australië en Stockholm, Zweden (onderdelen paardensport). Getalsmatig waren dit de meest succesvolle Spelen tot dan toe. Er werden nu vijf gouden medailles behaald, terwijl er eerder nooit meer dan één per Spelen werd gewonnen. De 13 medailles die in totaal werden gewonnen steken ruim af bij de vier van vier jaar eerder.

## Medailleoverzicht
| Sport       | Olympiër | Onderdeel                | Medaille |
| ----------- | --- | ------------------------ | -------- |
| Boksen      | Nicolae Linca                                                                                                | -67kg (m)                | Goud     |
| Kanovaren   | Leon Rotman                                                                                                  | C-1 1000m (m)            | Goud     |
| Kanovaren   | Leon Rotman                                                                                                  | C-1 10000m (m)           | Goud     |
| Kanovaren   | Alexe Dumitru Simion Ismailciuc                                                                              | C-2 1000m (m)            | Goud     |
| Schietsport | Stefan Petrescu                                                                                              | 25m snelvuurpistool (m)  | Goud     |
| Boksen      | Mircea Dobrescu                                                                                              | -51kg (m)                | Zilver   |
| Boksen      | Gheorghe Negrea                                                                                              | -81kg (m)                | Zilver   |
| Schermen    | Olga Szabo-Orban                                                                                             | floret (v)               | Zilver   |
| Boksen      | Constantin Dumitrescu                                                                                        | -63,5kg (m)              | Brons    |
| Schietsport | Gheorghe Lichiardopol                                                                                        | 25m snelvuurpistool (m)  | Brons    |
| Turnen      | Elena Leusteanu                                                                                              | vloer (v)                | Brons    |
| Turnen      | Elena Leusteanu Georgeta Hurmuzachi Sonia Iovan Emilia Lita-Vatasoiu Elena Niculescu-Margarit Elena Sacalici | meerkamp team (v)        | Brons    |
| Worstelen   | Francisc Horvat                                                                                              | -57kg Grieks-Romeins (m) | Brons    |

## Deelnemers en resultaten

### Atletiek
| Olympiër              | Discipline            | Resultaat | Prestatie                                            |
| --------------------- | --------------------- | --------- | ---------------------------------------------------- |
| Ilie Savel            | 400m (m)              | DNS       | serie 6: niet gestart                                |
| Ilie Savel            | 400m horden (m)       | 9e        | serie 6: 2de in 52,2 halve finale 2: 4de in 52,0     |
| Ion Barbu             | 20km snelwandelen (m) | 15e       | 1:41.37,8                                            |
| Dumitru Paraschivescu | 20km snelwandelen (m) | 14e       | 1:39.57,4                                            |
| Ion Barbu             | 50km snelwandelen (m) | 10e       | 5:08.33,6                                            |
| Dumitru Paraschivescu | 50km snelwandelen (m) | DNF       | niet gefinisht                                       |
|                       |                       |           |                                                      |
| Iolanda Balaș         | hoogspringen (v)      | 5e        | kwalificatie: 1ste met 1,58m finale: 5de met 1,67m   |
| Lia Manoliu           | discuswerpen (v)      | 9e        | kwalificatie: 8ste met 43,87m finale: 9de met 43,90m |

### Boksen
| Olympiër              | Discipline  | Resultaat | Prestatie |
| --------------------- | ----------- | --------- | --- |
| Mircea Dobrescu       | -51kg (m)   | Zilver    | 1ste ronde: vrij 2de ronde: W van PHI Bonus: punten kwartfinale: W van USA Perez: punten halve finale: W van IRL Caldwell: punten finale: V van GBR Spinks: punten |
| Constantin Dumitrescu | -63,5kg (m) | Brons     | 1ste ronde: W van BUR Oung: punten 2de ronde: W van DEN Pedersen: punten kwartfinale: W van KOR Ei-Kyung: punten halve finale: V van ITA Nenci: punten             |
| Nicolae Linca         | -67kg (m)   | Goud      | 1ste ronde: W van FIJ Hatch: punten kwartfinale: W van RSA Andre: punten halve finale: W van GBR Gargano: punten finale: W van IRL Tiedt: punten                   |
| Gheorghe Negrea       | -81kg (m)   | Zilver    | 1ste ronde: W van RSA van Vuuren: punten kwartfinale: W van ITA Panunzi: punten halve finale: W van CHI Lucas: punten finale: V van USA Boyd: punten               |

### Kanovaren
| Olympiër                           | Discipline     | Resultaat | Prestatie                                       |
| ---------------------------------- | -------------- | --------- | ----------------------------------------------- |
| Leon Rotman                        | C-1 1000m (m)  | Goud      | 5.05,3                                          |
| Leon Rotman                        | C-1 10000m (m) | Goud      | 56.41,0                                         |
| Alexe Dumitru Simion Ismailciuc    | C-2 1000m (m)  | Goud      | serie 1: 1ste in 4.48,41 finale: 1ste in 4.47,4 |
| Alexe Dumitru Simion Ismailciuc    | C-2 10000m (m) | 5e        | 55.51,1                                         |
| Mircea Anastasescu Stavru Teodorov | K-2 1000m (m)  | 4e        | serie 2: 2de in 3.59,1 finale: 4de in 3.56,1    |

### Moderne vijfkamp
| Olympiër                                     | Discipline      | Resultaat | Prestatie |
| -------------------------------------------- | --------------- | --------- | --- |
| Victor Teodorescu                            | individueel (m) | 30e       | paardensport: 35ste met 0 punten schermen: 11de met 19 overwinningen schietsport: 28ste met 177 punten zwemmen: 34ste in 5.14,5 atletiek: 9de in 14.08,1 totaal: 3167,0 punten      |
| Dumitru Țintea                               | individueel (m) | 20e       | paardensport: 16de met 717,5 punten schermen: 17de met 17 overwinningen schietsport: 16de met 184 punten zwemmen: 22ste in 4.37,0 atletiek: 31ste in 16.34,6 totaal: 3697,5 punten  |
| Cornel Vena                                  | individueel (m) | 14e       | paardensport: 22ste met 442,5 punten schermen: 1ste met 29 overwinningen schietsport: 23ste met 182 punten zwemmen: 30ste in 4.50,9 atletiek: 17de in 14.50,3 totaal: 4073,5 punten |
| Victor Teodorescu Dumitru Țintea Cornel Vena | team (m)        | 6e        | paardensport: 8ste met 1160 punten schermen: 2de met 2194 punten schietsport: 6de met 2160 punten zwemmen: 8ste met 2195 punten atletiek: 6de met 2904 punten totaal: 10613 punten  |

### Schermen
| Olympiër      | Discipline | Resultaat | Prestatie |
| ------------- | ---------- | --------- | --- |
| Ecaterina Orb | floret (v) | 14e       | 1ste ronde groep 2: 5de W van USA Romary: 4-2 V van ITA Colombetti-Peroncini: 1-4 V van MEX Roldán: 3-4 W van AUT Müller-Preis: 4-3 V van URS Shitikova: 0-4 V van FRA Veronnet: 3-4 W van AUS Joseph: 4-3 |
| Olga Orban    | floret (v) | Zilver    | 1ste ronde groep 3: 2de W van GBR Sheen: 4-3 W van FRA Garilhe: 4-2 V van DEN Lachmann: 1-4 W van URS Rastvorova: 4-3 W van USA Goodrich: 4-3 W van AUS Hardon: 4-2 halve finale 2: 3de V van FRA Delbarre: 3-4 W van USA Romary: 4-3 W van GBR Sheen: 4-2 V van HUN Dömölky: 0-4 W van MEX Roldán: 4-1 finale: 2de W van GBR Sheen: 4-2 W van AUT Müller-Preis: 4-3 V van FRA Garlihe: 3-4 W van USA Romary: 4-3 W van FRA Delbarre: 4-3 W van DEN Lachmann: 4-2 W van ITA Colombetti-Peroncini: 4-0 |

### Schietsport
| Olympiër              | Discipline                  | Resultaat | Prestatie                            |
| --------------------- | --------------------------- | --------- | ------------------------------------ |
| Constantin Antonescu  | 50m geweer 3 houdingen (m)  | 18e       | 1147 punten: (394-368-385)           |
| Iosif Sîrbu           | 50m geweer 3 houdingen (m)  | 7e        | 1157 punten: (397-392-368)           |
| Constantin Antonescu  | 50m geweer liggend (m)      | 9e        | 596 punten: (100-100-98-99-100-99)   |
| Iosif Sîrbu           | 50m geweer liggend (m)      | 5e        | 598 punten: (100-100-100-98-100-100) |
| Constantin Antonescu  | 300m geweer 3 houdingen (m) | 5e        | 1101 punten: (386-374-341)           |
| Gheorghe Lichiardopol | 25m snelvuurpistool (m)     | Brons     | 581 punten: (294-287)                |
| Ștefan Petrescu       | 25m snelvuurpistool (m)     | Goud      | 587 punten: (294-293) (OR)           |

### Turnen
| Olympiër | Discipline                    | Resultaat | Prestatie |
| --- | ----------------------------- | --------- | --- |
| Georgeta Hurmuzachi                                                                                          | vloer (v)                     | 11e       | 18,433 punten |
| Sonia Inovan                                                                                                 | vloer (v)                     | 20e       | 18,200 punten |
| Elena Leuştean                                                                                               | vloer (v)                     | Brons     | 18,700 punten |
| Elena Mărgărit                                                                                               | vloer (v)                     | 17e       | 18,333 punten |
| Elena Săcălici                                                                                               | vloer (v)                     | 30e       | 18,100 punten |
| Emilia Vătăşoiu                                                                                              | vloer (v)                     | 50e       | 17,700 punten |
| Georgeta Hurmuzachi                                                                                          | sprong (v)                    | 13e       | 18,266 punten |
| Sonia Inovan                                                                                                 | sprong (v)                    | 13e       | 18,266 punten |
| Elena Leuştean                                                                                               | sprong (v)                    | 6e        | 18,633 punten |
| Elena Mărgărit                                                                                               | sprong (v)                    | 23e       | 18,133 punten |
| Elena Săcălici                                                                                               | sprong (v)                    | 27e       | 18,100 punten |
| Emilia Vătăşoiu                                                                                              | sprong (v)                    | 30e       | 18,066 punten |
| Georgeta Hurmuzachi                                                                                          | brug (v)                      | 18e       | 18,266 punten |
| Sonia Inovan                                                                                                 | brug (v)                      | 22e       | 18,166 punten |
| Elena Leuştean                                                                                               | brug (v)                      | 10e       | 18,533 punten |
| Elena Mărgărit                                                                                               | brug (v)                      | 29e       | 17,933 punten |
| Elena Săcălici                                                                                               | brug (v)                      | 29e       | 17,933 punten |
| Emilia Vătăşoiu                                                                                              | brug (v)                      | 26e       | 18,100 punten |
| Georgeta Hurmuzachi                                                                                          | balk (v)                      | 29e       | 17,766 punten |
| Sonia Inovan                                                                                                 | balk (v)                      | 11e       | 18,266 punten |
| Elena Leuştean                                                                                               | balk (v)                      | 6e        | 18,500 punten |
| Elena Mărgărit                                                                                               | balk (v)                      | 30e       | 17,633 punten |
| Elena Săcălici                                                                                               | balk (v)                      | 44e       | 17,300 punten |
| Emilia Vătăşoiu                                                                                              | balk (v)                      | 12e       | 18,233 punten |
| Georgeta Hurmuzachi                                                                                          | individuele meerkamp (v)      | 16e       | 72,733 punten |
| Sonia Inovan                                                                                                 | individuele meerkamp (v)      | 14e       | 72,900 punten |
| Elena Leuştean                                                                                               | individuele meerkamp (v)      | 4e        | 74,366 punten |
| Elena Mărgărit                                                                                               | individuele meerkamp (v)      | 21e       | 72,033 punten |
| Elena Săcălici                                                                                               | individuele meerkamp (v)      | 30e       | 71,433 punten |
| Emilia Vătăşoiu                                                                                              | individuele meerkamp (v)      | 20e       | 72,100 punten |
| Elena Leusteanu Georgeta Hurmuzachi Sonia Iovan Emilia Lita-Vatasoiu Elena Niculescu-Margarit Elena Sacalici | meerkamp team (v)             | Brons     | vloer: 2de met 91,761 punten sprong: 3de met 91,430 punten brug: 5de met 91,063 punten balk: 3de met 90,531 punten totaal: 438,185 punten |
| Elena Leusteanu Georgeta Hurmuzachi Sonia Iovan Emilia Lita-Vatasoiu Elena Niculescu-Margarit Elena Sacalici | meerkamp team gereedschap (v) | 5e        | 73,40 punten |

### Waterpolo
| Olympiër | Discipline | Resultaat | Prestatie |
| --- | ---------- | --------- | --- |
| Alexandru Marinescu Zoltan Hospodar Aurel Zahan Gavril Nagy Francisc Șimon Ivan Bordi Alexandru Szabo Alexandru Bădiță Iosif Deutsch Alexandru Popescu I. Tothpal | mannen     | 8e        | groep A: 3de W van Australië: 4-2 V van Sovjet-Unie: 3-4 V van Joegoslavië: 2-3 groep 7-10de plek: 2de W van Singapore: 15-1 V van Groot-Brittannië: 2-5 |

| Groep A |             |             |             |             |             |        |        |        |        |
| #       | Land        | Wedstrijden | Wedstrijden | Wedstrijden | Wedstrijden | Punten | Punten | Punten | Punten |
| #       | Land        | G           | W           | G           | V           | V      | T      | Saldo  | Punten |
| 1       | Joegoslavië | 3           | 3           | 0           | 0           | 15     | 5      | +10    | 6      |
| 2       | Sovjet-Unie | 3           | 2           | 0           | 1           | 9      | 6      | +3     | 4      |
| 3       | Roemenië    | 3           | 1           | 0           | 2           | 9      | 9      | 0      | 2      |
| 4       | Australië   | 3           | 0           | 0           | 3           | 3      | 16     | -13    | 0      |

| Ronde       | Datum     | Plaats      | Land | Score     | Land |
| ----------- | --------- | ----------- | ---- | --------- | ---- |
| Groepsfase  |           |             |      |           |      |
| 28 november | Melbourne | Roemenië    | 4-2  | Australië |      |
| 29 november | Melbourne | Sovjet-Unie | 4-3  | Roemenië  |      |
| 30 november | Melbourne | Joegoslavië | 3-2  | Roemenië  |      |

| Groep 7-10de plek |                  |             |             |             |             |        |        |        |        |
| #                 | Land             | Wedstrijden | Wedstrijden | Wedstrijden | Wedstrijden | Punten | Punten | Punten | Punten |
| #                 | Land             | G           | W           | G           | V           | V      | T      | Saldo  | Punten |
| 1                 | Groot-Brittannië | 3           | 3           | 0           | 0           | 21     | 9      | +12    | 6      |
| 2                 | Roemenië         | 3           | 2           | 0           | 1           | 21     | 8      | +13    | 4      |
| 3                 | Australië        | 3           | 1           | 0           | 2           | 7      | 11     | -4     | 2      |
| 4                 | Singapore        | 3           | 0           | 0           | 3           | 8      | 29     | -21    | 0      |

| Ronde      | Plaats           | Land | Score     | Land |
| ---------- | ---------------- | ---- | --------- | ---- |
| Groepsfase |                  |      |           |      |
| Melbourne  | Roemenië         | 15-1 | Singapore |      |
| Melbourne  | Groot-Brittannië | 5-2  | Roemenië  |      |

### Worstelen
| Olympiër           | Discipline     | Resultaat      | Prestatie |
| Grieks-Romeins     | Grieks-Romeins | Grieks-Romeins | Grieks-Romeins |
| ------------------ | -------------- | -------------- | --- |
| Dumitru Pîrvulescu | -52kg (m)      | 4e             | 1ste ronde: V van URS Solovyov: 1-2 2de ronde: vrij 3de ronde: W van SWE Johansson: 3-0 4d ronde: V van ITA Fabra: 0-3                                                        |
| Francisc Horvath   | -57kg (m)      | Brons          | 1ste ronde: W van URS Vyrupayev: 2-1 2de ronde: W van AUS Sweeney: 3-0 3de ronde: W van FIN Nykänen: 2-1 4d ronde: W van GER Kämmerer: 3-0 5de ronde: V van SWE Vesterby: 1-2 |
| Ion Popescu        | -62kg (m)      | 7e             | 1ste ronde: W van USA Rice: 3-0 2de ronde: V van ITA Trippa: 0-3 3de ronde: V van HUN Polyák: 0-3                                                                             |
| Dumitru Gheorghe   | -67kg (m)      | 6e             | 1ste ronde: V van HUN Tóth: val 2de ronde: W van ARG Rolón: 3-0 3de ronde: V van TUR Doğan: 0-3                                                                               |

### Zwemmen
| Olympiër          | Discipline           | Resultaat | Prestatie                                     |
| ----------------- | -------------------- | --------- | --------------------------------------------- |
| Alexandru Popescu | 200m vlinderslag (m) | 8e        | serie 1: 3de in 2.29,9 finale: 8ste in 2.31,0 |
|                   |                      |           |                                               |
| Maria Both        | 100m rugslag (v)     | 12e       | serie 1: 2de in 1.15,8                        |

Afghanistan · Argentinië · Australië · Bahama's · België · Bermuda · Birma · Brazilië · Brits-Guiana · Bulgarije · Cambodja* · Canada · Ceylon · Chili · Colombia · Cuba · Denemarken · Duits eenheidsteam · Egypte* · Ethiopië · Fiji · Filipijnen · Finland · Frankrijk · Griekenland · Groot-Brittannië · Hongarije · Hongkong · Ierland · IJsland · India · Indonesië · Iran · Israël · Italië · Jamaica · Japan · Joegoslavië · Kenia · Liberia · Luxemburg · Malakka · Mexico · Nederland* · Nieuw-Zeeland · Nigeria · Noord-Borneo · Noorwegen · Oeganda · Oostenrijk · Pakistan · Peru · Polen · Portugal · Puerto Rico · Roemenië · Singapore · Sovjet-Unie · Spanje* · Taiwan · Thailand · Trinidad en Tobago · Tsjecho-Slowakije · Turkije · Uruguay · Venezuela · Verenigde Staten · Vietnam · Zuid-Afrika · Zuid-Korea · Zweden · Zwitserland*

*alleen deelgenomen in Stockholm